# Syndrome Allgrove
 Mise en garde médicale
Le syndrome Allgrove, aussi appelée syndrome triple A ou syndrome 4A, est une maladie génétique autosomique récessive découverte en 1978 par Jeremy Allgrove (en).
Les trois principaux symptômes détectables sont une alacrymie (sécheresse de l’œil), une achalasie du cardia (rétrécissement de l’œsophage au-dessus de l'estomac) et une insuffisance surrénalienne évolutive. Cela entraine une déshydratation buccale, de la peau et des flux masculins et également une perte musculaire.
Elle serait dû à un stress oxydant important par le réseau mitochondrial constitué de mitochondrie dans une dizaine d'organes.

## Diagnostic différentiel
- Syndrome Mirage